# Nolwenn Arzel
Pour les articles homonymes, voir Arzel.
Nolwenn Arzel, née le 12 avril 1984 à Brest, est une harpiste française d'origine et de culture bretonne. Jouant de la harpe celtique, elle s'est spécialisée dans les répertoires de musique celtique.

## Biographie
Nolwenn Arzel vit dans le Haut-Léon, originaire de Kerzean Plouescat. Très tôt, elle est sensibilisée à la culture bretonne par sa famille, en participant aux festoù-noz et par sa rencontre avec des artistes très impliqués dans le domaine musical, comme Denez Prigent, Paul Jézéquel (groupe Hudel) ou l'organiste Jean-Michel Mansano, alors que la musique bretonne connaît un regain d'intérêt au début des années 1990. Elle assiste à plusieurs concerts et se passionne pour l'univers enchanteur du conteur Patrick Ewen.
Nolwenn Arzel découvre la harpe celtique à l'âge de 10 ans, lors du spectacle L'Albatros Fou donné par le groupe An Triskell. Elle tombe amoureuse de l'instrument. Elle commence donc son apprentissage auprès de Pol Quefféléant, à l'école de musique de Morlaix. Les frères Quefféléant lui donnent les bases qui lui permettent au bout de cinq ans de voler de ses propres ailes. À leur contact, elle apprend une technique, mais surtout un état d'esprit, celui de la transmission orale, celui de la tradition de la musique bretonne. Autodidacte, elle s'inspire du jeu d'autres harpistes bretonnes, mais aussi irlandaises et écossaises et effectue plusieurs voyages en Irlande entre 2001 et 2008. Suivant sa sensibilité, elle s'adonne à la composition et développe son répertoire.

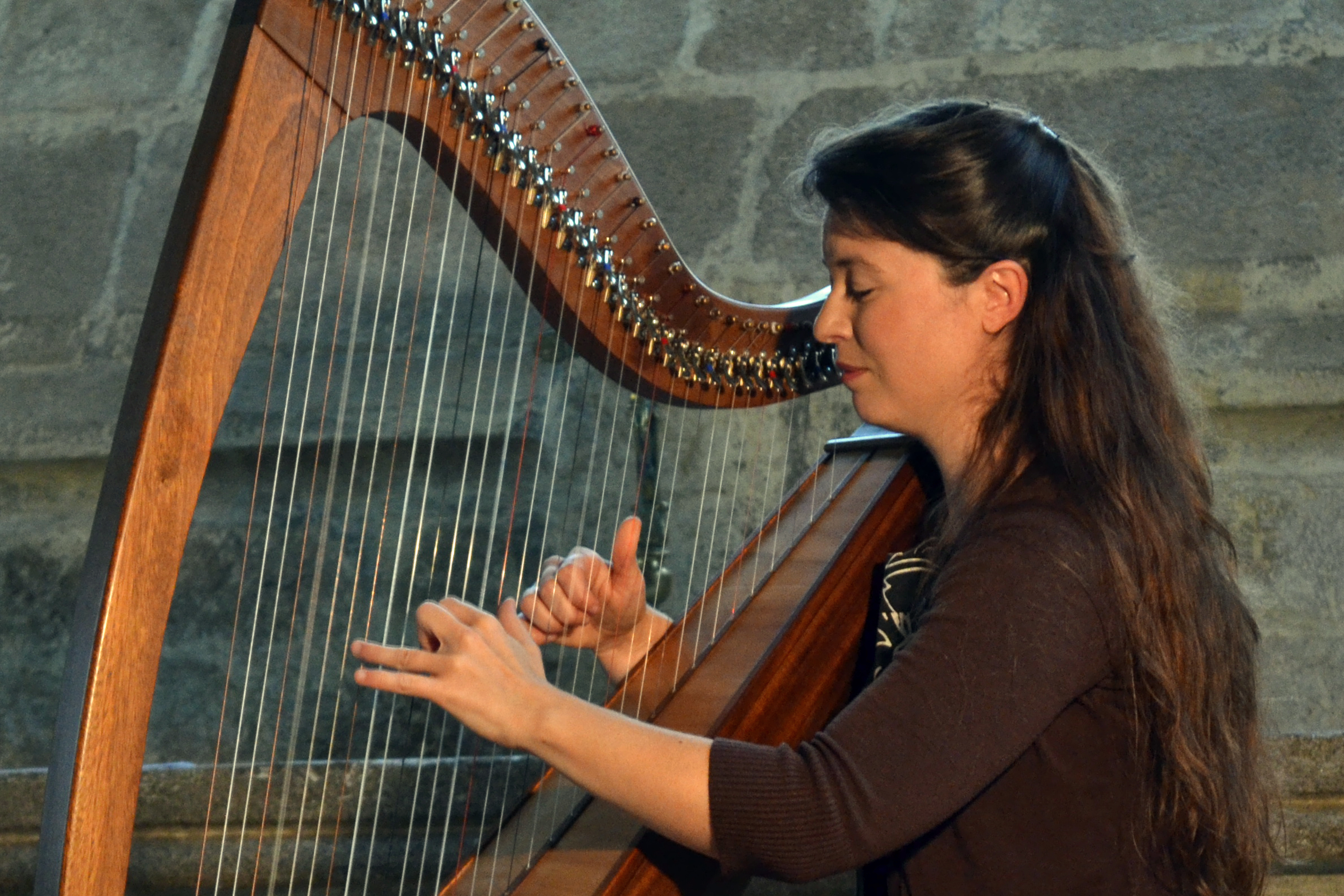
Nolwenn Arzel se produit principalement dans les chapelles, ci-dessus pour son nouvel album en 2014.

Très vite, elle se tourne vers la scène et fidélise un public grandissant. Remarquée dans la chapelle située près de chez elle à Plouescat, elle se produit dans tout le Léon, principalement dans les chapelles et dans les fêtes traditionnelles comme le Festival Kan al Loar ou Gouel an eost. À partir de 2000, elle fait la première partie de grands noms comme le pianiste Didier Squiban, lors du Festival Kan al Loar de Landerneau, le chanteur Gérard Jaffrès ou encore le galicien Carlos Nunez lors du Festival de la côte des légendes de Lesneven en 2004. En 2003, elle sort son premier album, Askelleg, suivi en 2006 de Beach Vad qui rencontre un plus grand succès auprès du public. Si son répertoire se compose essentiellement d'airs traditionnels bretons, irlandais ou écossais, elle sait fait appel à d'autres horizons dans ses morceaux. 

De plus, elle danse pendant 6 ans au sein du cercle celtique « Kanfarded Sant Evarzec » de Saint-Evarzec près de Quimper. Cela lui permet de vivre des expériences uniques, comme celles d’être deux fois championne de Bretagne Kendalc'h en 2004 et 2005, mais aussi de faire des scènes comme Bercy et le Stade de France. Mais loin des grandes scènes, elle aime particulièrement l'intimité des chapelles qui offrent, en outre, une acoustique particulièrement adaptée au pouvoir enchanteur de la harpe celtique. Cette démarche correspond à son envie de faire découvrir la richesse de l'architecture religieuse de la Bretagne, elle qui a suivi des études d'Histoire de l'art dans le but de devenir commissaire priseur dans le domaine du patrimoine breton. Elle a ainsi obtenu un DEUG au Pôle universitaire Pierre-Jakez-Hélias à Quimper.

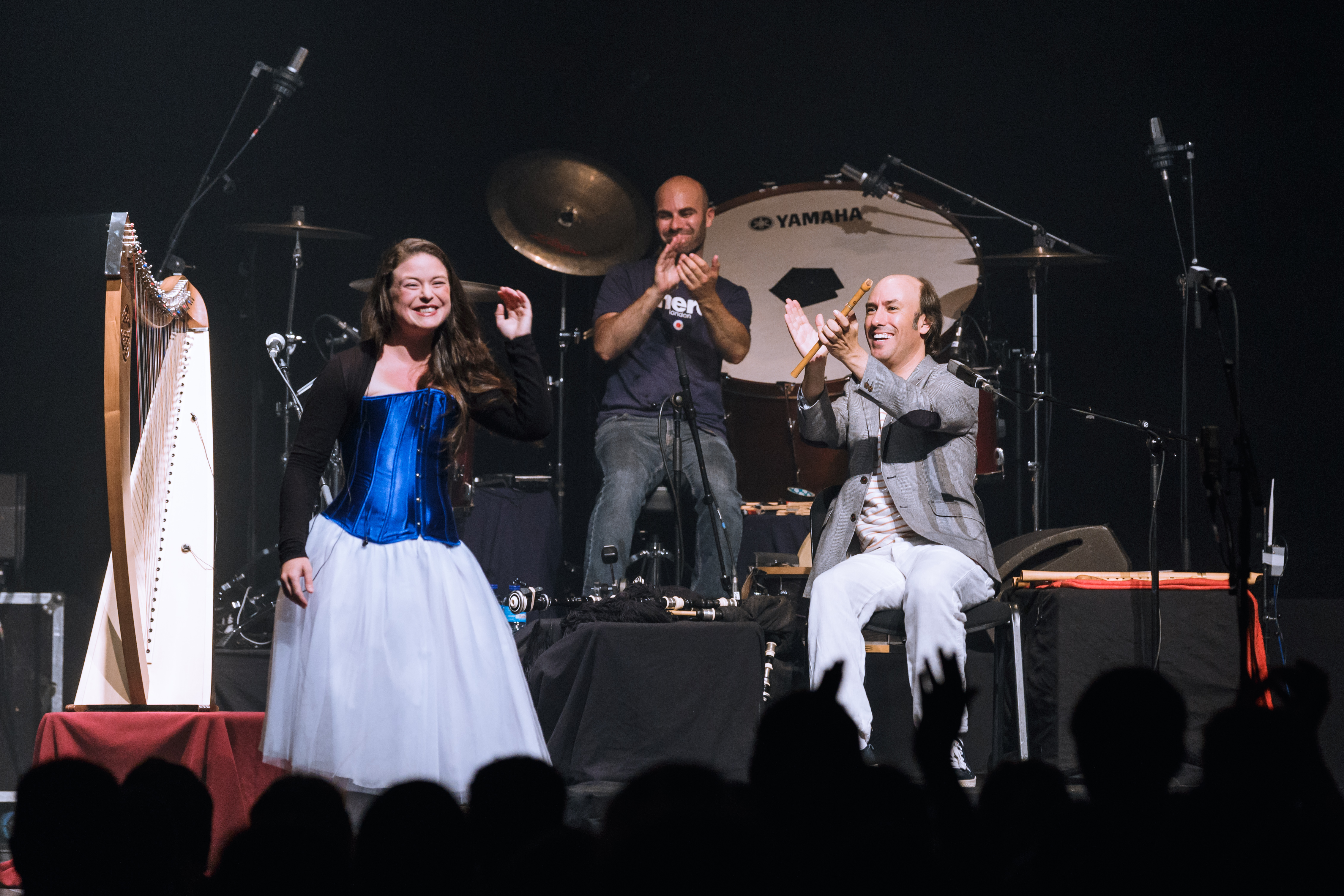
Le musicien Galicien Carlos Núñez l'invite à se produire à ses côtés en 2017.

Depuis 2005 elle enseigne la harpe dans les écoles de musique de Saint-Pol-de-Léon et de Bohars et depuis la rentrée 2010 à Ploudalmezeau. Elle suit une formation durant deux ans au Conservatoire de Brest qui lui permet d'obtenir en 2010 un DEM de Musique traditionnelle. L'été 2010, elle sort son 3e album Are a Garan (« À tous ceux que j'aime »), distribué par Coop Breizh, qu'elle fait découvrir au public dans les chapelles du Finistère et des Côtes d'Armor. En juin 2014 Nolwenn sort son album Strewin (De-ci de-là), qui contient des duos avec plusieurs instruments folk (fiddle, clarinette, guitare) et les instruments à vent de Kévin Camus (low whistle, uillean pipe) qui accompagne entre-autres Nolwenn Leroy. Elle rend un vibrant hommage à son grand oncle Alphonse Arzel (figure bretonne emblématique de la lutte contre les marées noires, depuis le naufrage de l’Amoco Cadiz) et à Turlough O'Carolan, harpiste irlandais du XVIIe siècle. Elle joue sur la Bande Originale du film The Song of the Sea de Tomm Moore, auprès de Nolwenn Leroy.

## Discographie
- 2000 : Askelleg
- 2003 : Beach Vad
- 2010 : Are a Garan (Coop Breizh)
- 2014 : Strewin (Coop Breizh)
- 2017 : A nezh kalon - De toute mon âme (Coop Breizh)